# Тюдор, Элизабет
Элизабет Тюдор (настоящее имя Лала Элизабет Тюдор Гассенберг; род. 26 июля, 1978, Баку) — азербайджанский писатель-фантаст.

## Биография
Лала Гассенберг родилась в семье потомственного банкира с еврейскими корнями. Выпускница юридического факультета Международного университета. В 2013 году окончила Флоридский международный университет, а в 2015 юридический факультет Университета Майами.

## Литературная деятельность
Творческую деятельность начала с 1994 года, избрав жанр фантастики. Желание быть правозащитником сменилось стремлением стать профессиональным писателем, и в 1998 году она полностью посвятила себя литературному труду. Первая книга — научно-фантастический роман «Война времен», увидела свет в 2001 году. На следующий год была принята в Союз писателей Азербайджана. В 2002 году были изданы сборник фантастических и приключенческих рассказов «Убийца Чупакабра», а также первая книга научно-фантастической трилогии «Избранники небес», посвященной теме внеземных цивилизаций.
Роман «Тайны подводного Каспия» основан на научных фактах.
Роман «Семь посланников» вышел в свет в 2004 году. В книге, посвященной памяти английского писателя Вальтера Скотта, рассматривается теория Большого взрыва, приводятся гипотезы о внеземном развитии человека, гипотезы о формах жизни, существовавших до возникновения нынешней Вселенной. В 2005 году вышли заключительные книги трилогии — «Изгнанники небес» и «Повелители небес».
Научно-фантастический роман «Коллизия» посвящен губернатору Калифорнии Арнольду Шварценеггеру. В том же 2007 году был издан сборник повестей и рассказов «Тень веков».
В 2009—2010 гг. вышли первые три книги тринадцатитомника «Сарос»: «Кевин Коннор», «Аарон Шмуэль» и «Барак Келлерман». Готовятся к изданию следующие тома историко-фантастической серии «Сарос»: «Борис Гроссман», «Аббас Алекперов» и «Луцио Росси».
Элизабет Тюдор член Международного Союза писателей «Новый современник», Международной организации писателей-фантастов Broad Universe и организации профессиональных писателей Authors Guild. Участник литературного фестиваля «Русский Stil-2008» (Германия). Победитель конкурса «Современный русский автор». С 2008 года член Международной федерации русскоязычных писателей (МФРП).

### Произведения
- «Война времен» (2001).
- «Избранники небес» (2002).
- «Изгнанники небес» (2005).
- «Повелители небес» (2005).
- «Тайны подводного Каспия» (2004).
- «Семь посланников» (2004).
- «Коллизия» (2007).
- Сарос. «Кевин Коннор» (2009).
- Сарос. «Аарон Шмуэль» (2009).
- Сарос. «Барак Келлерман» (2011).

### Сборники повестей и рассказов
- «Убийца Чупакабра» (2002) (рассказ)
- «Если наступит завтра…» (рассказ)
- «Захватчики миров» (рассказ)
- «Горячий капучино» (рассказ)
- «Эльютера — остров грез» (рассказ)
- «Время, взятое взаймы» (рассказ)
- «Черная смерть в белую зиму» (повесть)
- «Ложь, предательство и месть» (повесть)
- «Тень веков» (2007) (повесть)
- «Человек-шок» (рассказ)
- «Интеллигент-убийца» (рассказ)
- «Убийца времени» (рассказ)
- «Сон во сне» (рассказ)
- «Воришка Бен» (рассказ)
- «Заключенный 1333» (2008) (рассказ)